# André-Jacques de Cugnières
André-Jacques de Cugnières, né à Paris, est un peintre français du XXe siècle.

## Biographie
André-Jacques de Cugnières expose, au Salon des indépendants de 1928, les toiles Portrait du dessinateur A. Pecoud et Meule,.